# 長城科技
長城科技股份有限公司，簡稱長城科技股份，以及長城科技（英語：GREAT WALL TECHNOLOGY COMPANY LIMITED，港交所除牌時0074.HK），在1999年由中國長城計算機集團公司成立，之後在2006年成為中国电子信息产业集团有限公司旗下公司。

## 历史
該股份在1999年8月5日於香港交易所主板上市。主要業務从事集成电路设计及生产，软件及系统集成服务，以及其它通信产品之研发及生产，董事會主席為劉烈宏。總部位於深圳市南山区科技工业园科苑路2号。